# Michel Jazy
Michel Jazy (13. června 1936 Oignies – 1. února 2024 Dax) byl francouzský atlet, dvojnásobný mistr Evropy ve vytrvalostním běhu.
Pocházel z rodiny polských přistěhovalců, kteří pracovali jako horníci na severu Francie. Od čtrnácti let žil v Paříži a pracoval v tiskárně. Začínal jako fotbalista, v sedmnácti let se stal členem atletického klubu CA Montreuil a získal titul dorosteneckého mistra Francie v běhu na jeden kilometr. Byl nominován na Letní olympijské hry 1956, kde vypadl v běhu na 1500 metrů už v rozběhu. Na Mistrovství Evropy v atletice 1958 skončil na patnáctistovce desátý, o dva roky na olympiádě vybojoval na téže trati stříbrnou medaili za vítězným Herbem Elliottem z Austrálie. Stal se mistrem Evropy v Bělehradě 1962 v rekordu šampionátu 3:40,9. Na olympiádě 1964 byl čtvrtý v běhu na pět kilometrů. Na této trati se stal na Mistrovství Evropy v atletice 1966 vítězem v čase 13:42,8 a přidal stříbrnou medaili na patnáctistovce.
Byl devítinásobným seniorským mistrem Francie na dráze a trojnásobným v přespolním běhu, vytvořil světové rekordy na neolympijských tratích jedna míle (3:53,6 v roce 1965 v Rennes), 2000 metrů (4:56,2) a 3000 metrů (7:49.0). Byl také členem francouzské štafety, která zaběhla světový rekord na 4×1500 metrů (Claude Nicolas, Gérard Vervoort, Jazy a Jean Wadoux, 14:49.0). Časopis L'Équipe ho vyhlásil nejlepším sportovcem Francie v letech 1960, 1962 a 1965, v roce 1965 skončil na druhém místě v anketě sportovních novinářů o nejlepšího sportovce světa (za Ronem Clarkem).